# Adenodolichos helenae
Adenodolichos helenae là một loài thực vật có hoa trong họ Đậu. Loài này được Buscal. & Muschl. miêu tả khoa học đầu tiên.